# Psyllaephagus egeirotriozae
Psyllaephagus egeirotriozae är en stekelart som beskrevs av Trjapitzin 1965. Psyllaephagus egeirotriozae ingår i släktet Psyllaephagus och familjen sköldlussteklar.
Artens utbredningsområde är:
- Kazakstan.
- Turkmenistan.

Inga underarter finns listade i Catalogue of Life.